# Gerrit Blom
Gerrit Blom (Neerijnen, 18 juni 1938 - Leiden, 15 augustus 2018) was een Nederlandse ambtenaar en bestuurder.
Dr. Ir. Blom studeerde civiele techniek aan de Technische Universiteit Delft en voltooide deze studie in 1972. Tijdens zijn studie doceerde hij nog wiskunde aan een school in De Lier. In 1990 won hij de Rotterdam-Maaskantprijs voor het communicatieproces rond de Deltawerken. In 1997 werd hij benoemd tot doctor honoris causa.  
Van 1989 tot 1998 was hij werkzaam als directeur-generaal van Rijkswaterstaat. Als DG had Blom een scherp oog voor de bescherming van de waterkwaliteit van de Noordzee en voor de instandhouding van de nationale deskundigheid op waterstaatkundig gebied. Mede daardoor heeft Nederland een toonaangevende positie op het gebied van infrastructuur verkregen. Blom kreeg hiervoor in 1998 een eredoctoraat van de faculteit Civiele Techniek en Geowetenschappen (CiTG). 
Op organisatorische gebied zette Blom door middel van het organisatieprogramma Koers 200+ de rol van Rijkswaterstaat als volgt neer: Rijkswaterstaat was verantwoordelijk voor de uitvoering van de kerntaken:  
- Veiligheid tegen hoogwater
- Zorg voor de infrastructuur en mobiliteit en
- Zorg voor waterkwaliteit

Bovendien werd door middel van Koers 200+ een aanzet gegeven voor ´Markt tenzij´ waarmee een grotere rol werd weggelegd voor het bedrijfsleven bij het ontwerp en aanleg van infrastructuur.
Met de Grote Efficiency Operatie (GEO) in de jaren 1990 legde Blom de interne bedrijfsvoering onder het vergrootglas. Dit leidde tot efficiëntere besteding van de middelen, financiële doelmatigheid en rechtmatigheid. Bovendien werden de verantwoordelijkheden zo laag mogelijk in de organisatie neergelegd en werd het begrip ´Integraal Management´ geïntroduceerd. Sturing vanuit de Hoofddirectie zou alleen nog op hoofdlijnen gebeuren.
De afronding van de Deltawerken in 1994 betekende voor Blom, dat er 1700 medewerkers ander werk moesten krijgen. Via een nauwgezette afstemming tussen de taakinhoud van de medewerkers en de behoefte vanuit de organisatie, werd dit succesvol uitgevoerd.
Blom was vanuit Rijkswaterstaat nog betrokken geweest bij de werkzaamheden van Prins Willem Alexander in het kader van de voorbereiding op het Koningschap. Daarna vervulde Blom diverse bestuursfuncties. Hij was onder meer voorzitter van de Raad voor Vastgoed.